# Turnowo
Turnowo (maced. Турново) – wieś w południowo-wschodniej Macedonii Północnej. Osada wchodzi w skład gminy Bosiłowo.